# Stony Cove Pike
Stony Cove Pike är en bergstopp i Storbritannien.   Den ligger i grevskapet Cumbria och riksdelen England, i den centrala delen av landet, 400 km nordväst om huvudstaden London. Toppen på Stony Cove Pike är 763 meter över havet, eller 306 meter över den omgivande terrängen. Bredden vid basen är 5,0 km.
Terrängen runt Stony Cove Pike är huvudsakligen kuperad.Runt Stony Cove Pike är det ganska tätbefolkat, med 60 invånare per kvadratkilometer. Närmaste större samhälle är Kendal, 19,9 km sydost om Stony Cove Pike. Trakten runt Stony Cove Pike består i huvudsak av gräsmarker.